# Ustawa o bezpieczeństwie narodowym w Hongkongu
Ustawa o bezpieczeństwie narodowym Hongkongu, oficjalnie Ustawa o ochronie bezpieczeństwa narodowego Specjalnego Regionu Administracyjnego Hongkong Chińskiej Rrepubliki Ludowej (ang. Law of the People’s Republic of China on Safeguarding National Security in the Hong Kong Special Administrative Region, chiń. trad. 中華人民共和國香港特別行政區維護國家安全法 chiń. upr. 中华人民共和国香港特别行政区维护国家安全法) – część ustawodawstwa Hongkongu dotyczącego bezpieczeństwa narodowego. Weszła w życie 30 czerwca 2020.

## Okoliczności
Ustanowienie tego aktu prawnego było wymagane na mocy art. 23 ustawy zasadniczej Hongkongu z dnia 4 kwietnia 1990 r., de facto hongkońskiej konstytucji, która weszła w życie w 1997 roku. Artykuł stanowi, że taka ustawa powinna być uchwalona przez władze Hongkongu. W 2003 r., kilka lat po przekazaniu terytorium Chinom przez administrację brytyjską, została podjęta próba wprowadzenia w życie przepisów art. 23, która jednak nie powiodła się po masowych demonstracjach. Działalność prodemokratycznej opozycji w Hongkongu, w tym organizowane przez nią liczne demonstracje (np. protesty w 2014 r.), przez lata była niewygodna dla władz chińskich. W 2019 r. po fali nowych protestów parlament chiński zatwierdził decyzję o upoważnieniu swojego stałego komitetu do uchwalenia prawa bezpieczeństwa narodowego dla Hongkongu, jeśli Hongkong „nie ustanowi prawa bezpieczeństwa narodowego zgodnie z ustawą zasadniczą tak szybko, jak to możliwe”. W czerwcu 2020 r. ustawa została uchwalona, jednak przez Stały Komitet Ogólnochińskiego Zgromadzenia Przedstawicieli Ludowych (organ parlamentu chińskiego), a nie przez Radę Legislacyjną Hongkongu (Legislative Council of the Hong Kong Special Administrative Region; jednoizbowy organ ustawodawczy).

## Kontrowersje
Ustawa była przedyskutowana na 44. sesji Rady Praw Człowieka ONZ. Tekst ustawy spotkał się z ostrą krytyką ze strony licznych krajów, głównie Zachodu, m.in. Unii Europejskiej, a także Tajwanu i Japonii. USA nałożyły nawet sankcje na niektórych członków Stałego Komitetu. Z drugiej strony wiele innych krajów (głównie afrykańskich i bliskowschodnich), w tym Korea Północna, Iran, Kuba, i Syria, wyraziło swoje poparcie dla tego prawa w Radzie Praw Człowieka ONZ, stwierdzając, że obce państwa nie powinny ingerować w wewnętrzne sprawy Chin. W sumie ustawę skrytykowało 27 krajów, w większości europejskich, a 53 poparły. Polska wstrzymała się od głosupotrzebne źródło.
Wkrótce po wejściu tej ustawy w życie, rozwiązano szereg prodemokratycznych organizacji w Hongkongu, w tym partie polityczne, których członkowie uznali, że dalsza ich działalność może naruszać przepisy ustawy. Niektórzy aktywiści udali się na emigrację, inni skasowali swoje konta w mediach społecznościowych. Pierwsze aresztowania antyrządowych demonstrantów na mocy ustawy miały miejsce już kolejnego dnia po jej wejściu w życie. Niektórzy obywatele Hongkongu przebywający za granicą, w tym studenci, przyznali dziennikarzom, że boją się wracać do kraju. Na mocy ustawy szykanowane są media opozycyjne, m.in. gazeta „Apple Daily”, której założyciel, Jimmy Lai, został aresztowany wkrótce po wejściu w życie tego prawa. Ustawa doprowadziła także do wygaśnięcia prodemokratycznych protestów. W ciągu kolejnych kilku miesięcy od wprowadzenia ustawy większość opozycjonistów albo zaprzestała protestów, albo została aresztowana.
Kontrowersyjny jest też art. 38 ustawy o bezpieczeństwie narodowym w Hongkongu, według którego dotyczy ona także obywateli innych krajów, w tym przebywających za granicą. Artykuł ten stanowi, że: „Niniejsza ustawa ma zastosowanie do przestępstw na mocy tej ustawy popełnionych przeciwko Specjalnemu Regionowi Administracyjnemu Hongkongu poza Regionem przez osobę, która nie jest stałym mieszkańcem Regionu”.
W odpowiedzi na krytykę międzynarodową Ministerstwo Spraw Zagranicznych Chin odpowiedziało, że jest ona przykładem „pełnych ignorancji i uprzedzeń wobec Chin pomówień”. Prawa człowieka nie są w Chinach naruszane, a ustawa o bezpieczeństwie narodowym w Hongkongu jest podobna do analogicznych ustaw w krajach zachodnich.